# Kamienica przy ulicy Matejki 2 w Katowicach
Kamienica przy ulicy Jana Matejki 2 w Katowicach – zabytkowa kamienica usługowo-biurowa, położona przy ulicy J. Matejki 2 w Katowicach-Śródmieściu. Została ona wybudowana na początku XX wieku w stylu secesyjnym.

## Historia
Kamienica została oddana do użytku na początku XX wieku (w 1905 roku). Początkowo była ona siedzibą Dyrekcji Kolei Wąskotorowej. 
W 1971 roku przebudowano wejście kamienicy, w ramach którego zlikwidowano łęk. W 1992 roku zaadaptowano piwnice kamienicy na cele handlowe wraz z możliwością wejścia do nich od strony ulicy. Dodatkowo przywrócono zlikwidowany łęk. W dniu 17 czerwca 1988 roku budynek ten wraz z sąsiednią kamienicą pod numerem 4 wpisano do rejestru zabytków.
W 2006 roku kamienica przeszła remont elewacji zewnętrznej, zaś ostatnią renowację kamienicy przeprowadziła firma Konior, w ramach której m.in. odtworzono geometryczne zdobienia elewacji.

## Charakterystyka

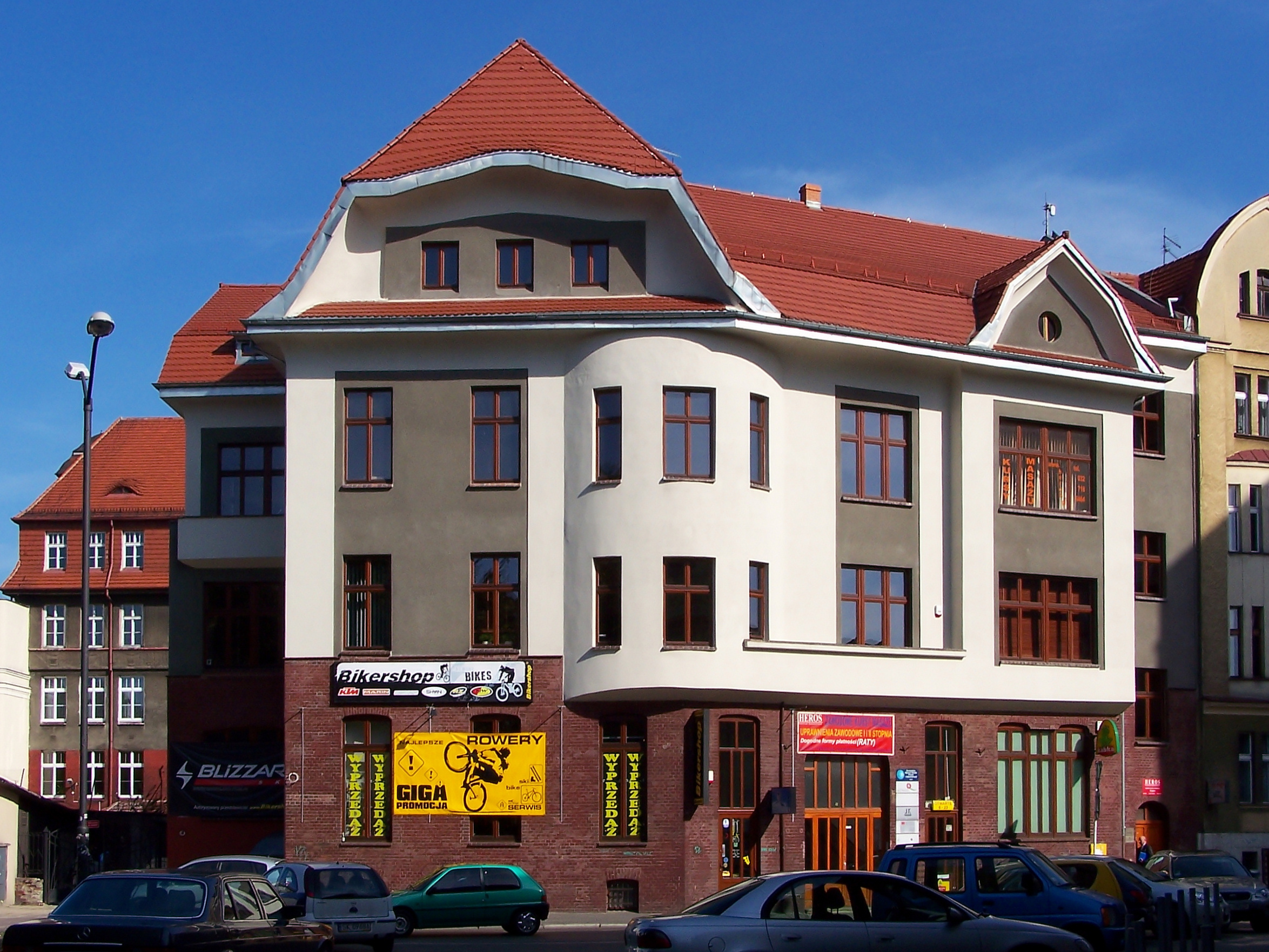
Kamienica od frontu w 2007 roku

Zabytkowa kamienica usługowo-biurowa położona jest przy ulicy J. Matejki 2 w katowickiej dzielnicy Śródmieście. 
Została ona wybudowana z cegły w stylu secesyjnym. Bryła budynku jest nieregularna, z czterema szczytami i znajdującym się od strony placu Wolności ryzalitem. Powierzchnia zabudowy budynku wynosi 434 m², natomiast powierzchnia użytkowa 1547 m². Kamienica ma cztery kondygnacje nadziemne i jedną podziemną. Na parterze ma ona 5 osi, zaś na wyższych kondygnacjach jest ich 6.
Kamienica została pokryta dachem dwuspadowym z mansardami, krytym dachówką ceramiczną. Przyziemie kamienicy pokryte jest cegłą klinkierową, zaś na wyższych kondygnacjach kamienica jest tynkowana.
Wpisana jest ona do rejestru zabytków pod numerem A/1369/88 – granice ochrony obejmują cały budynek. Budynek wpisany jest także do gminnej ewidencji zabytków miasta Katowice.
Na początku 2022 roku w systemie REGON pod tym adresem zarejestrowane były 22 aktywne podmioty gospodarcze, w tym m.in. kancelaria notarialna, spółka radców prawnych i klub muzyczny.